# Frederik Alexander Adolf Gregory
Frederik Alexander Adolf Gregory (Doesburg, 13 mei 1814 - 's-Gravenhage, 16 juli 1891) was een Nederlands viceadmiraal.

## Familie
De vader van Gregory was Jacob Adriaan Gregory, een oranjegezind man die in de revolutionaire tijd naar Duitsland was uitgeweken en daar in het huwelijk trad met Christina Frederika Flade. Zijn ouders keerden terug naar Nederland toen hij de leeftijd van vijf jaar bereikt had en vestigden zich in het Gelderse Doesburg. De Gregory's waren van goede familie; de in 1731 in Berlijn geboren grootvader Johann Ludwig Gregory werd op 5 april 1789 door de koning van Pruisen benoemd tot Resident bij de stad Amsterdam, waar hij op 11 november 1803 is overleden als resident, geheim-commercien-rath en consul-generaal van de koning van Pruisen.

## Loopbaan

### Derde expeditie naar Bali
Gregory werd op 16 november 1830 geplaatst aan het Koninklijk Instituut voor de Marine te Medemblik en in november 1834 benoemd tot adelborst eerste klasse (gelijktijdig met onder meer P.F. Uhlenbeck). In oktober 1839 werd hij bevorderd tot luitenant ter zee tweede klasse (gelijktijdig met onder meer F.L. Geerling) en in 1843 gekozen als secretaris van de commissie tot verbetering der Indische zeekaarten. Hij publiceerde een artikel in het Journal des Indes Orientales over de expeditie van de Engelsen op de noordkust van Borneo in het jaar 1843-1845. Bij Koninklijk Besluit van 17 februari 1846 nummer 85 werd Gregory benoemd tot ridder in de Orde van de Nederlandse Leeuw.

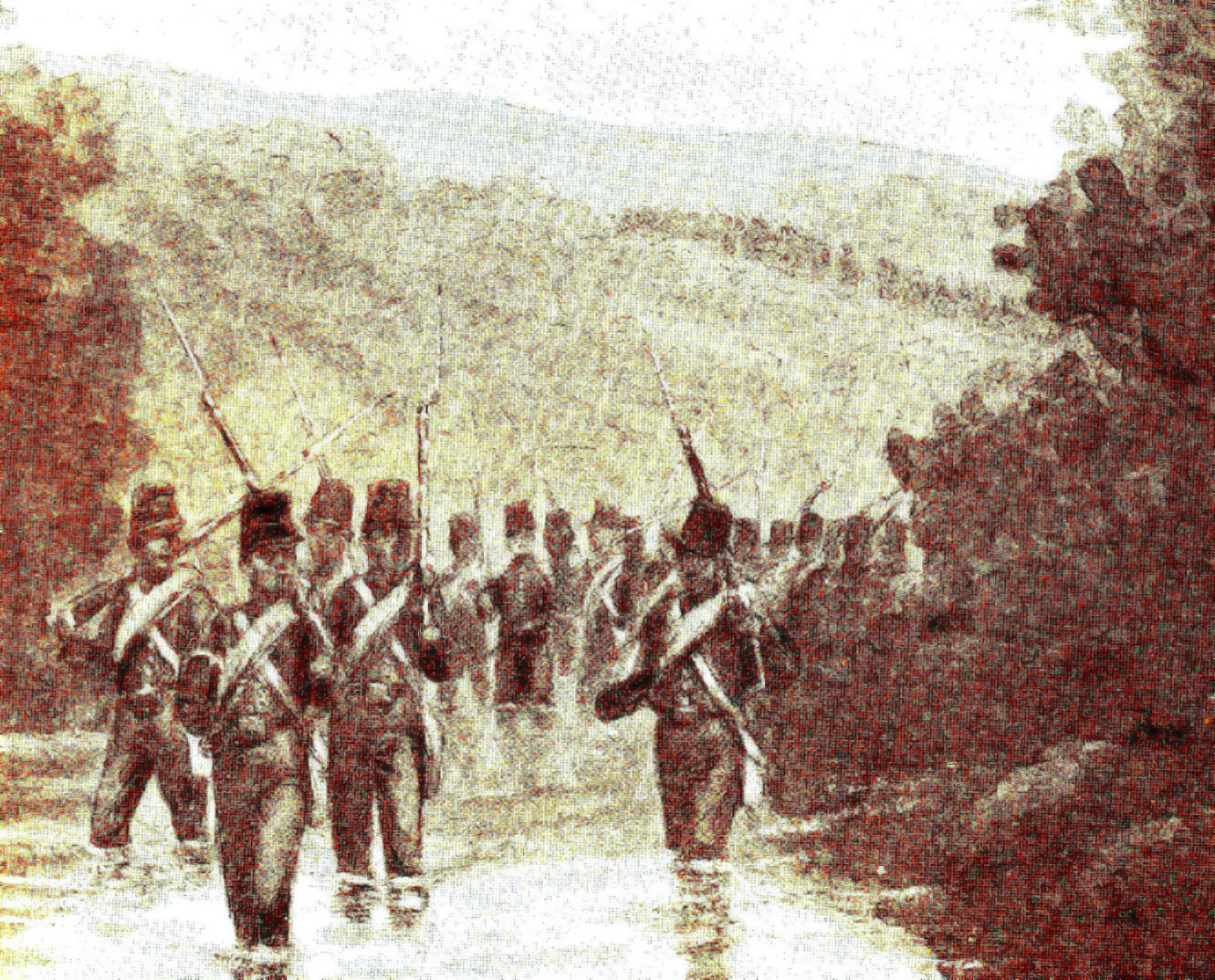
Omtrekking van Djaga Raga tijdens de derde expeditie naar Bali

In juli 1848, nog steeds werkzaam als secretaris der eerder genoemde commissie, was hij tevens benoemd tot adjudant van de commandant van de zeemacht in Oost-Indië en inspecteur der marine. Hij nam in 1849 deel aan de derde expeditie naar Bali en werd bij Koninklijk Besluit van 11 december 1849 nummer 44 benoemd tot ridder in de Militaire Willems-Orde. Bij dat Koninklijk Besluit besluit van 11 december 1849 vond Z.M. de Koning goed aan de tot de tweede en derde expeditie naar Bali behoord hebbende militairen en schepelingen van de land- en zeemacht in het algemeen zijn tevredenheid te betuigen over hun bij die gelegenheid betoonde moed en volharding met de bepaling dat daarvan bij afzonderlijke dagorders, zowel in Nederland als in Indië, melding zou worden gemaakt

### Commissies en andere bezigheden
Per 1 april 1850 werd Gregory bevorderd tot luitenant-ter-zee eerste klasse (gelijktijd met J.E. de Man) en datzelfde jaar eervol ontslagen als lid der commissie ter verbetering van de zeekaarten. Op 15 augustus 1853 werd hij geplaatst op Zr. Ms. wachtschip Ajax; hij verkreeg op 5 februari 1854 toestemming tot het aannemen en dragen der versierselen van ridder van de Dannebrogorde der derde klasse. Gregory maakte in 1856 deel uit van een commissie tot de stichting van een observatorium of sterrenwacht in Leiden. Deze commissie gaf verder een brochure uit, waarin uiteen werd gezet wat de toestand van de Nederlandse sterrenkunde was en welke verplichting Nederland had aan de Leidse hoogleraar F. Kaiser. Men nodigde alle zeeofficieren uit een geldelijke bijdrage te leveren teneinde het benodigde bedrag van 80.000 gulden mee bijeen te helpen brengen. Hierbij werd herinnerd aan de belangrijke rol die de sterrenkunde bij de marine speelde.

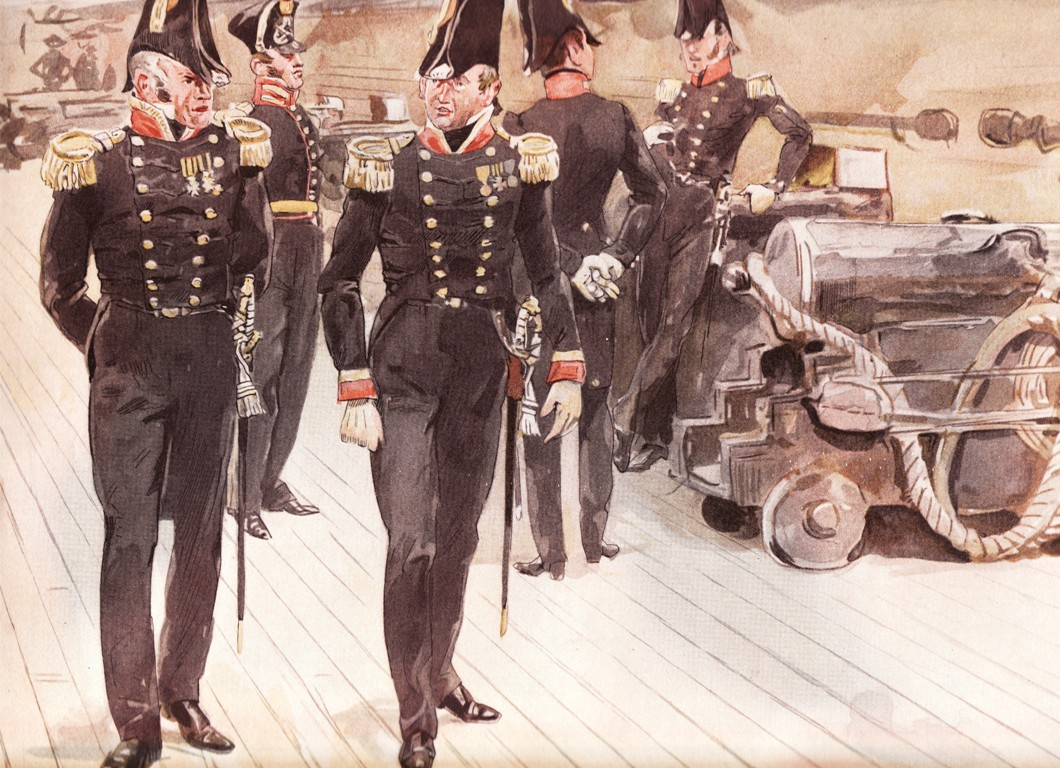
Officieren aan boord van een der oorlogsschepen

Door de zorg van Gregory en zijn broer, J.L.G. Gregory, procureur-generaal bij de Hoge Raad en commissaris des Konings in Drenthe, werd in januari 1855 in de Grote Kerk te Doesburg een marmeren gedenkteken opgericht tegen de pilaar boven de door hen ontdekte begraafplaats van de Nederlandse zeeheld Wemberich van Berchem, viceadmiraal van Holland en West-Friesland. J.L.G. Gregory stelde zich voor later een volledige levensbeschrijving van Van Berchem het licht te doen zien; een deel had hij al gepubliceerd in Nijhoff's Bijdragen voor vaderlandse geschiedenis en oudheidkunde. De kosten van het gedenkbeeld werden mede door de Koning en de prinsen Frederik en Hendrik gedragen.

### Zeereizen
Gregory werd in augustus 1857 als eerste officier geplaatst op Zr. Ms. brik Zeehond (het état major bestond verder onder meer uit luitenant-ter-zee tweede klasse W.F. de Bruijn Kops, commandant was kapitein-luitenant-ter-zee M.C. van Vreeland). Per 1 mei 1858 werd Van Vreeland eervol ontheven van zijn commando en Gregory in zijn plaats aangesteld (inmiddels benoemd tot kapitein-luitenant-ter-zee, april 1858); deze maakte met de Zeeland tochten naar West-Indië. Ook in 1859 bleef hij aan dit schip verbonden en keerde in november 1860 hiermee weer naar Nederland terug. In februari 1861 werd hij benoemd tot chef van de afdeling materieel van het Departement van Marine. Op 8 juni 1865 werd hij bevorderd tot kapitein-ter-zee en per 1 maart 1866 verkreeg hij het bevel over het Koninklijk Instituut voor de Marine te Hellevoetsluis en over het wachtschip aldaar.

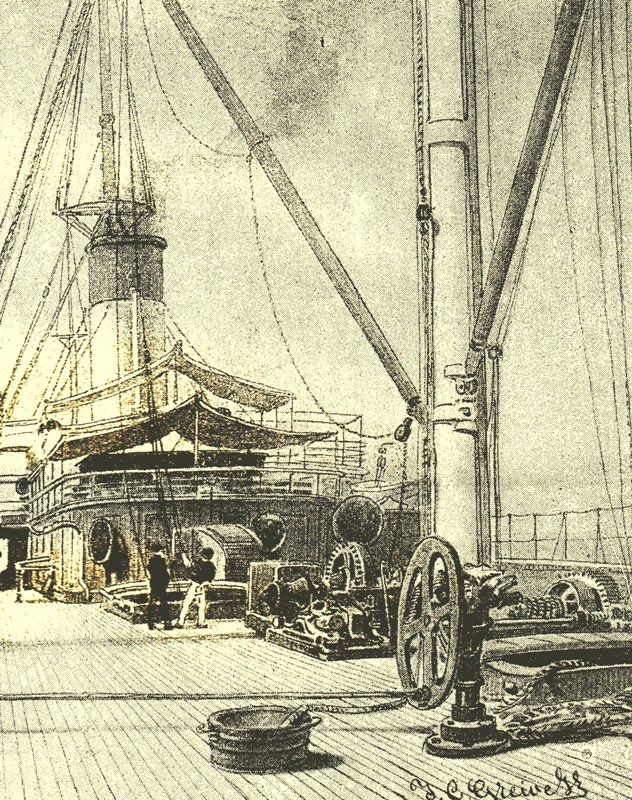
Bovendeks op een der oorlogsschepen

In 1866 was hij adviserend lid van de staatscommissie, ingesteld tot herziening van de grondslagen der Koninklijke Militaire Academie. Volgens Gregory had de commissie onder meer niet genoeg gelet op de opvoeding der jongelingen bij de Academie, waaraan juist een andere richting gegeven diende te worden. Bovendien werd zijns inziens het militaire element te veel op de achtergrond geplaatst en prijsgegeven aan burgerlijk toezicht of invloed. In 1868 was Gregory commandant van Zr. Ms. wachtschip Kortenaer te Nieuwe Diep en hield ter gelegenheid van de verjaardag van De Koning een politiek geladen toespraak, die eindigde met de woorden: Zr. Ms. is onlangs verplicht geweest de Kamer van zogenaamde volksvertegenwoordigers te ontbinden. Binnenkort zal de nieuwe kamer weer bijeen komen. Wat die zal doen is niet bekend maar laat ons hopen dat deze niet als de vorige door eigenbelang, maar door vaderlandsliefde bezield zal wezen en aldus aan de tegenwoordige Ministers des Konings het regeren mogelijk zal maken. Gregory werd in februari 1868 benoemd tot commandeur in de Orde van de Eikenkroon en met ingang van 30 april 1869 ontheven van het bevel over het wachtschip te Hellevoetsluis en over het Koninklijk Instituut der Marine. Op 1 mei 1872 werd hij bevorderd tot schout-bij-nacht en benoemd tot directeur en commandant der marine te Willemsoord. In april 1874 werd Gregory bevorderd tot viceadmiraal en in mei van datzelfde jaar benoemd tot grootofficier in de Orde van de Eikenkroon. In juni 1875 droeg hij zijn functie als commandant der marine te Willemsoord over aan schout-bij-nacht P.A. van Rees en met ingang van 1 mei 1876 werd aan hem wegens langdurige dienst pensioen verleend.

### Latere levensloop
In juni 1877 werd Gregory benoemd tot voorzitter der commissie ter examinering van zeeofficieren en adelborsten; ook in de jaren daarop bleef hij werkzaam in deze functie (tot 1 maart 1890); leden van de commissie waren op dat moment verder onder meer de kapiteins-ter-zee J.A. Vandevelde, W.K. van Gennep en K.C. Bunnik. Gregory werd in december 1879 op wens van de koning tot kanselier der Nederlandse Orden benoemd, als opvolger van generaal der infanterie H.F.K. Duycker. De koning wenste dat zee-officieren en officieren van de landmacht elkaar in deze positie zouden afwisselen. In januari 1886 maakte hij deel uit van het hoofdcomité van de Vereniging het Rode Kruis en was hij voorzitter van de sectie vervoer-en verblijfsmiddelen der vereniging. In april 1887 ondertekende hij mede een adres aan Zr. Ms. de Koning, waarin de zorg werd uitgesproken voor de toestand van de Indische Marine; in dit adres stond onder meer: dat volgens het eenparige oordeel van alle deskundigen land- en zeemacht in Nederlands-Indië in een toestand verkeren die volstrekt onvoldoende, ja, allerbedenkelijkst mag worden genoemd. Dat de langdurige krijg op Sumatra een uitputting van leger en vloot heeft veroorzaakt die in de Indische geschiedenis haar weerga slechts vindt in het laatst der vorige eeuw aan de vooravond van de smadelijke ondergang van de Nederlandse koloniale macht. Medeondertekenaars waren: luitenant-generaal K. van der Heijden, viceadmiraal F. de Casembroot, hoogleraar C.H. Buys Ballot, luitenant-kolonel J.J.W.E. Verstege, luitenant-generaal W.J. Knoop, luitenant-generaal G.M. Verspyck en vele anderen.
Gregory was daarnaast (tot 1 maart 1890) directeur der administratie van het weduwen- en wezenfonds der militaire officieren bij de zeemacht; in deze functie werd hij opgevolgd door viceadmiraal J.W. Binkes. In februari van datzelfde jaar werd hij benoemd tot commandeur in de Orde van de Nederlandse Leeuw. Gregory overleed in de namiddag van 16 juli 1891 na een langdurige ziekte. Na zijn dood werd door zijn weduwe, op nagelaten wens van Gregory, een bedrag van 100 gulden gezonden aan de vereniging het Ereteken voor Belangrijke Krijgsverrichtingen, waarvan hij erevoorzitter was geweest, ten gunste van de dan pas opgerichte weduwen-en wezenkas der vereniging.